# Rabí (hrad)
Rabí je zřícenina hradu ležící ve stejnojmenném městě v okrese Klatovy. Stojí na vyvýšeném ostrohu nad řekou Otavou v nadmořské výšce 529 metrů asi osm kilometrů severovýchodně od Sušice. Areál hradu je chráněn jako kulturní památka a v roce 1978 byl zapsán na seznam národních kulturních památek České republiky. Zříceninu spravuje Národní památkový ústav a v rekonstruovaných prostorách je umístěno malé muzeum.
Hrad byl založen nejspíše v první polovině třináctého století rodem Wittelsbachů. Po roce 1273 ho získali páni z Budětic a po nich Švihovští z Rýzmberka. V majetku jejich rodu zůstal až do roku 1549. Původně malý románský hrad byl v průběhu staletí několikrát rozšířen. Významnou byla zejména pozdně gotická přestavba, během níž získal rozsáhlé, ale nedokončené opevnění. Ve druhé polovině šestnáctého století hrad přestal být udržován a postupně začal chátrat, k čemuž výrazně přispělo jeho vyplenění vojáky během třicetileté války.

## Historie

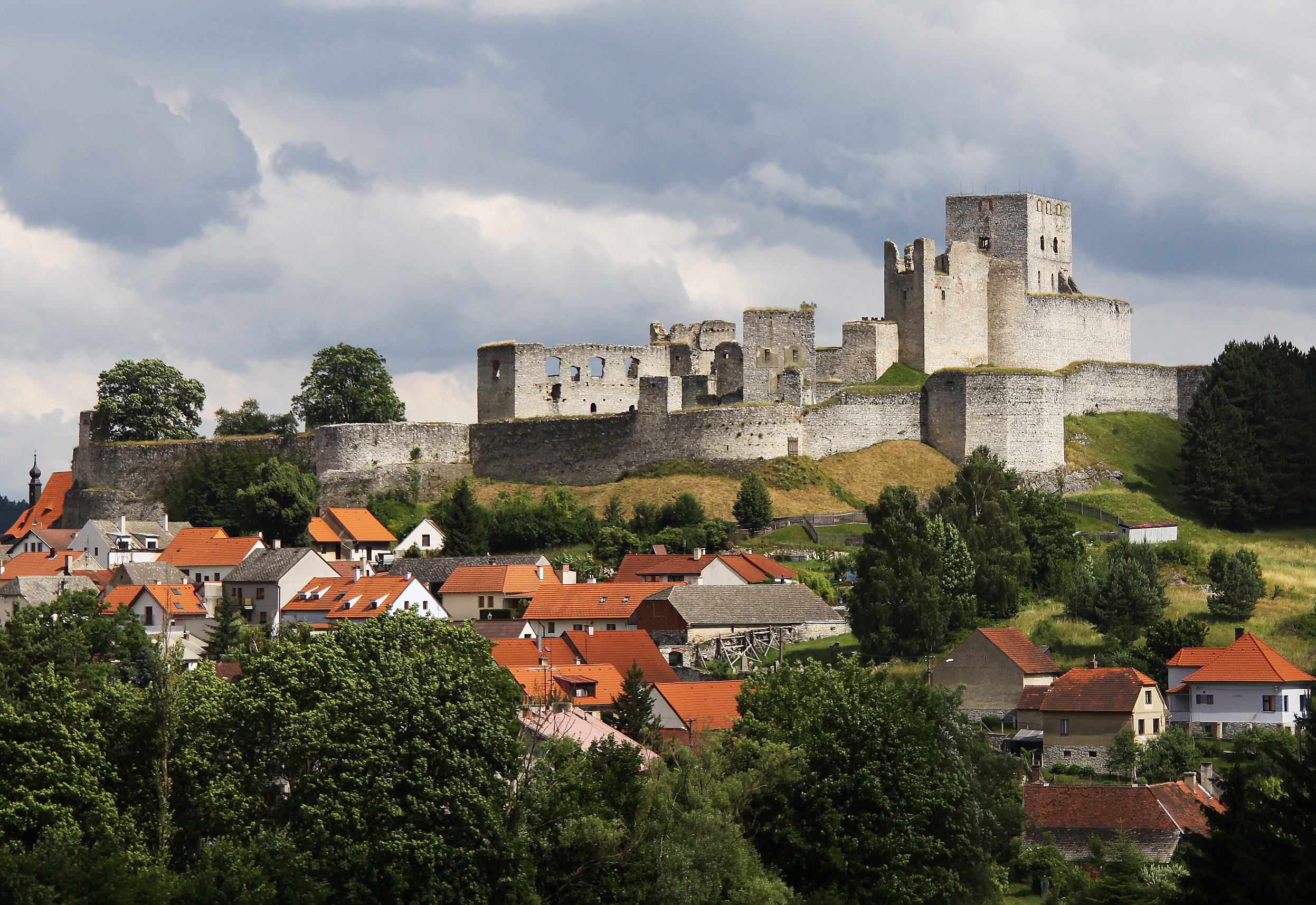
Celkový pohled na hrad

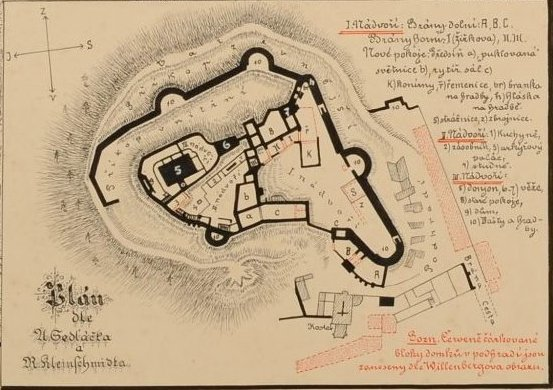
Půdorys hradu

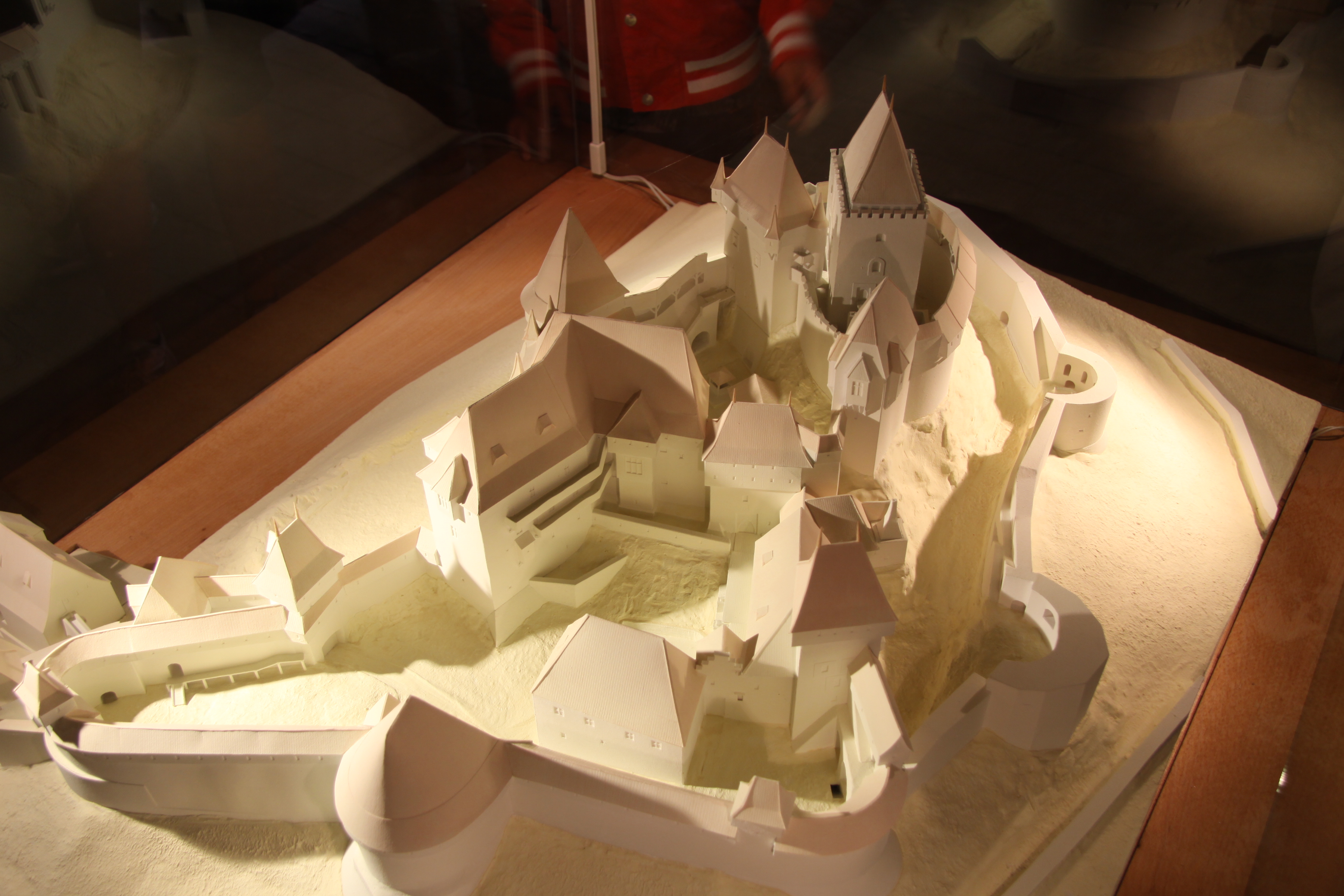
Model hradu v době největšího rozmachu

Počátky hradu jsou nejasné. Za jeho stavitele bývali považováni páni z Velhartic, ale vzhledem k dochovaným částem románského zdiva je možné, že byl postaven nejspíše ve třináctém století rodem Wittelsbachů v severní části jejich panství, které se k českému království vrátilo až roku 1273. Teprve poté ho získali majitelé blízkých Budětic, kteří pocházeli z rodu pánů z Velhartic.
První písemná zmínka o hradu pochází až z roku 1380, kdy již patřil Půtovi Švihovskému z Rýzmberka. Po Půtovi se majitelem stal v roce 1399 jeho bratr Břeněk Švihovský z Rýzmberka, který nechal hrad rozšířit a nově opevnit. Za husitských válek Rabí patřilo Břeňkovu synovi Janu Rabskému (Švihovskému) z Rýzmberka, který se svým bratrem Vilémem patřil k předním odpůrcům husitů v západních Čechách. V letech 1420 a 1421 hrad oblehlo vojsko vedené Janem Žižkou z Trocnova. Při prvním obléhání se posádka bez boje vzdala, zatímco podruhé se bránila a při obléhání zde v červenci 1421 přišel Jan Žižka o druhé oko. Hrad byl sice dobyt a husité podle Augusta Sedláčka zajali Menharta z Hradce a způsobili velké škody na okolních panstvích. Jan Rabský nechal hrad do roku 1427 znovu opravit.
V roce 1450 panství zdědil Vilém mladší Švihovský z Rýzmberka na Rabí. Zemřel v roce 1479 nebo 1480 a statek po něm převzal Půta Švihovský z Rýzmberka, který zahájil přestavbu, na níž se nejspíše podílel stavitel Benedikt Rejt. V úpravách hradu pokračovali až do roku 1530 také Půtovi synové Břetislav a Vilém, ale rozsah stavby překročil finanční možnosti rodu, a Švihovští museli Rabí v roce 1549 prodat.
Novým majitelem se stal Jindřich Krucpach z Trachenberka, po něm roku 1557 Diviš Malovec z Libějovic a o dva roky později Vilém z Rožmberka, od kterého jej roku 1563 koupil Adan Chanovský z Dlouhé Vsi. Chanovští začali zanedbávat údržbu, a hrad začal pustnout. Během třicetileté války ho vyplenilo vojsko generála Mansfelda. V roce 1625 navíc zemřel Jan Vilém Chanovský a jeho dědici vedli spor o majetek. Panství bylo roku 1648 rozděleno mezi jednoho z Janových bratranců a druhou polovinu získali bratři Jan Karel a Jan Albrecht Chanovští. Spojit rozdělené díly se podařilo až Janu Vilémovi mladšímu v roce 1694, který poté opuštěný hrad roku 1708 prodal pasovskému biskupovi Janu Filipovi z Lamberka, ale ani on nedokázal zabránit dalšímu chátrání.

### Lambergové (1708–1920)

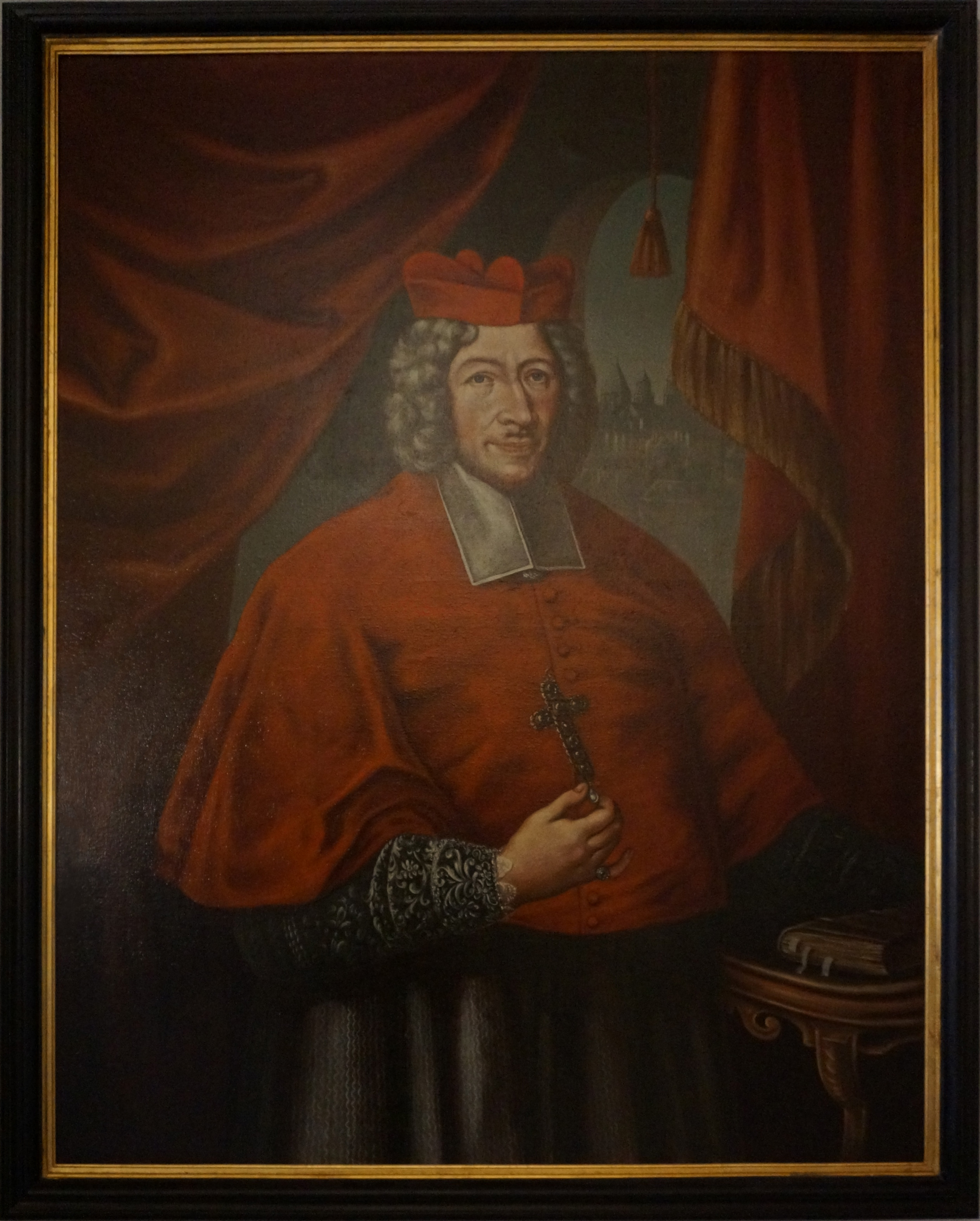
Kardinál Jan Filip z Lambergu, první majitel Rabí z rodu Lambergů

Lambergové patřili ke staré rakouské šlechtě a kardinál Jan Filip z Lambergu (1651–1712) využil příležitosti vytvořit majetkové zázemí v Pošumaví. V roce 1707 koupil od Kolovratů panství Žichovice s osmnácti vesnicemi, později v roce 1710 přikoupil ještě sousední Žihobce. Zajímavostí je, že když v roce 1708 přebíral od Chanovských panství Rabí, samotný hrad nebyl v kupní smlouvě vůbec uveden, což znamená, že v té době byl již neobyvatelný. Kardinál Lamberg krátce poté nechal z hradu odvézt poslední mobiliář a archiv. Nedlouho poté hrad vyhořel (1708 nebo 1710), přišel o střechy a od té doby byl ponechán svému osudu, i když ještě v první polovině osmnáctého století se zde uvádí obydlí pro jednoho panského úředníka. Hradní sklepy byly zaváženy odpadky, rozpadající se zdivo sloužilo jako stavební materiál pro obyvatele městečka pod hradem, k destrukci přispěla i vrchnost, která koncem osmnáctého století využila zdivo pro zpevnění břehů Otavy. Na neutěšeném stavu hradu se podepsali i hledači pokladů, kteří způsobili v roce 1783 zřícení jedné ze strážních věží.
Kardinál Jan Filip z Lambergu jako církevní hodnostář neměl potomstvo. Ze svých českých majetků vytvořil fideikomis v hodnotě čtvrt miliónu zlatých, který převzal synovec František Antonín (1678–1759). On ani jeho potomci v Čechách nepobývali, protože vlastnili řadu dalších sídel v rakouských zemích. Po vymření této linie rodu v roce 1797 zdědil Rabí kníže Karel Eugen (1765–1831), který jako první z Lambergů přesídlil na zámek v Žihobcích. Zatímco dosud se zájem Lambergů o Rabí odehrával jen v příležitostných úpravách hradní kaple, další změny přineslo devatenácté století. Kníže Gustav Jáchym (1812–1862), ovlivněn romantismem, chtěl hrad přestavět pro trvalý pobyt, ale kvůli vysokým finančním nákladům od svého záměru nakonec ustoupil. Později přispěl k prvním snahám o zakonzervování hradních zřícenin, když zakázal další rozebírání zdiva jako stavebního materiálu ze strany místních obyvatel.
V polovině devatenáctého století se Rabí stalo oblíbeným výletním cílem a z iniciativy knížete Gustava Jáchyma vznikla vyhlídka na nejvyšším místě hradu. Kníže Gustav Jáchym proslul především svým skandálním sňatkem, když se oženil s místní venkovskou dívkou Kateřinou Hrádkovou, čímž vyloučil své potomstvo z dědických nároků. Po předčasném úmrtí Gustava Jáchyma došlo mezi jeho potomky a vzdálenými příbuznými z rodu Lambergů k dlouholetým soudním sporům nejen o majetek, ale také o nárok na knížecí titul. Rozhodnutím zemského soudu získal v roce 1878 statky v Čechách František Emerich z Lambergu, ovšem bez knížecího titulu. Posledním soukromým majitelem hradu Rabí byl jeho mladší bratr, c. k. generál jezdectva a dědičný člen rakouské panské sněmovny hrabě Jindřich Lamberg (1841–1929).
V roce 1913 byl ustanoven Spolek pro zachování, udržování a zabezpečení historických, uměleckých a církevních památek v okresech strakonickém, sušickém a horažďovickém se sídlem v Horažďovicích. Čestným protektorem spolku se stal hrabě Jindřich Lamberg, který však nedovolil opravy hradu. Ke změně došlo až po vzniku Československa, kdy se Jindřich Lamberg v souvislosti s pozemkovou reformou vzdal majetkových nároků na hrad Rabí za symbolickou cenu jedné koruny československé (1920). Horažďovický spolek hned po převzetí hradu přistoupil k opravám spojených zároveň s archeologickým výzkumem. Práce probíhaly až do roku 1947. Jako památka výjimečných hodnot byl hrad Rabí v roce 1953 prohlášen za státní kulturní majetek, formální darovací smlouva mezi horažďovickým spolkem a ministerstvem školství, věd a umění byla uzavřena v roce 1954. Zříceniny hradu zůstaly přístupné veřejnosti. V šedesátých letech dvacátého století přešel hrad z majetku ministerstva školství na Státní ústav památkové péče a ochrany přírody v Plzni a v roce 1978 byl prohlášen národní kulturní památkou. Po zřícení části východního paláce v roce 1981 byl celý areál uzavřen a po několikaleté rekonstrukci a zabezpečovacích pracích znovu zpřístupněn v roce 1986. Od roku 2003 jsou zříceniny hradu ve správě Národního památkového ústavu a pro veřejnost jsou přístupné čtyřmi prohlídkovými okruhy.

## Stavební podoba
Rabí patří k nejrozsáhlejším a nejkvalitnějším českým hradům. Hradní jádro se po zvýšení nejstaršího paláce řadí k hradům donjonového typu. V průběhu čtrnáctého až šestnáctého století bylo rozšířeno o dvě předhradí s množstvím budov a opevněním, které hrad zařadily mezi nejvyspělejší soudobé rezidence a pevnosti ve střední Evropě.

### Rané stavební fáze
Nejstarší částí hradu jsou tři spodní úrovně rozměrné obytné věže či věžovitého paláce o půdorysu 13 × 19 metrů. Vcházelo se do něj v úrovni prvního patra vstupním portálem na východní straně. Ve druhém patře se nacházel velký obytný sál osvětlený románskými okénky. V blíže nejasné době byla věž obehnána parkánovou zdí se skarpem – šikmou spodní částí vnější strany zdi určenou k posílení stability či k odrážení shora vrhaných kamenů. Nejspíše ve čtrnáctém století byla k severní straně této hradby přistavěna věž s lichoběžníkovým půdorysem osvětlená čtverhrannými okénky. Ve stejné době bylo opevněno předhradí se studnou na severovýchodní straně a došlo také ke zvýšení původního paláce, ze kterého se tak stal skutečný donjon. Věž nově zpřístupnil hrotitý portál na severní straně, který se uzavíral padacím můstkem. Do hradního jádra se z předhradí vcházelo po vstupní rampě.
Předhradí bylo rozšířeno na konci čtrnáctého století. V jeho nárožích stály dvě hranolové věže. Jednu z nich pohltila mladší stavba tzv. Nových pokojů a druhá se dochovala v podobě vysokého torza.

### Pozdně gotická přestavba

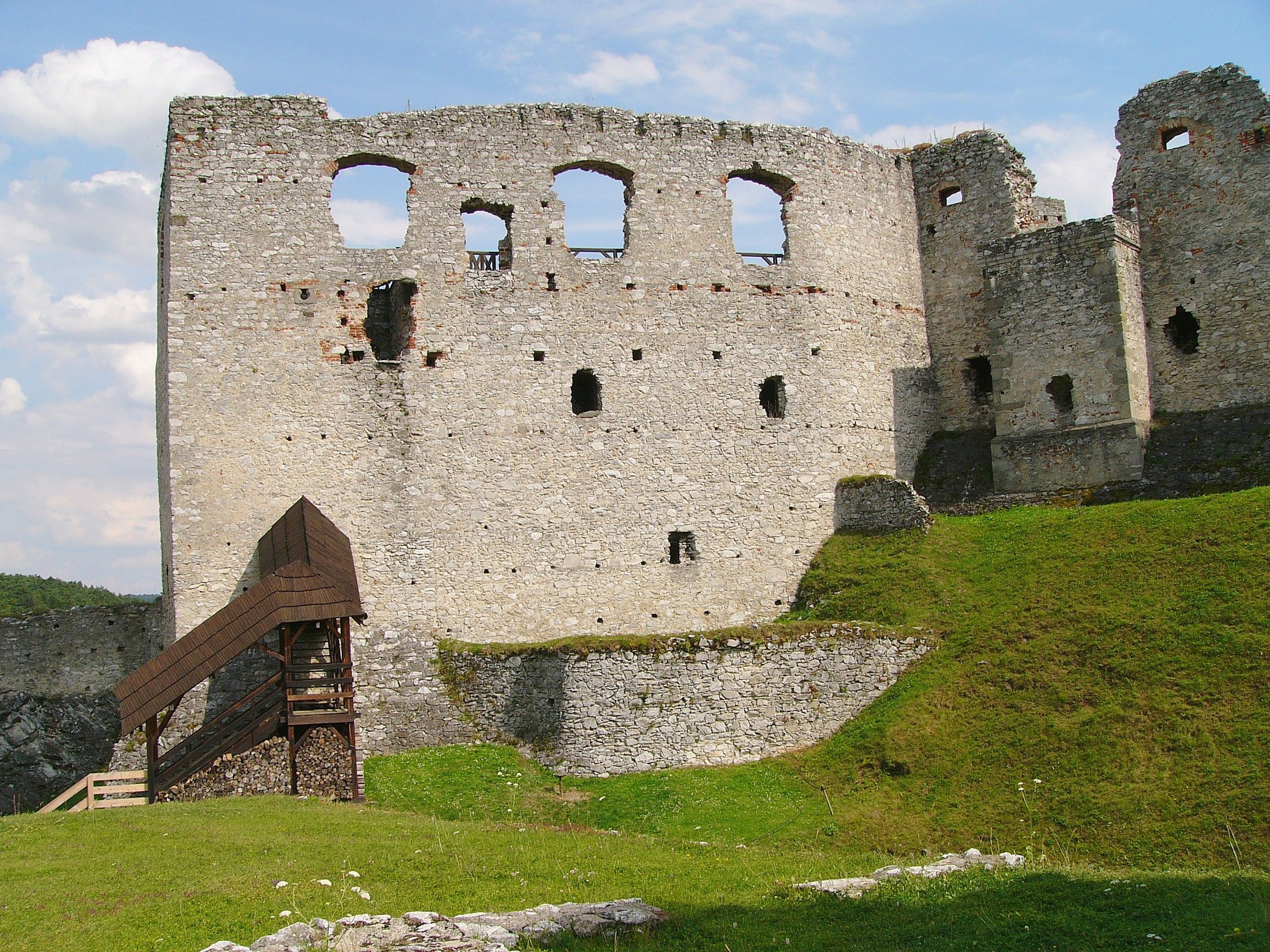
Nové pokoje

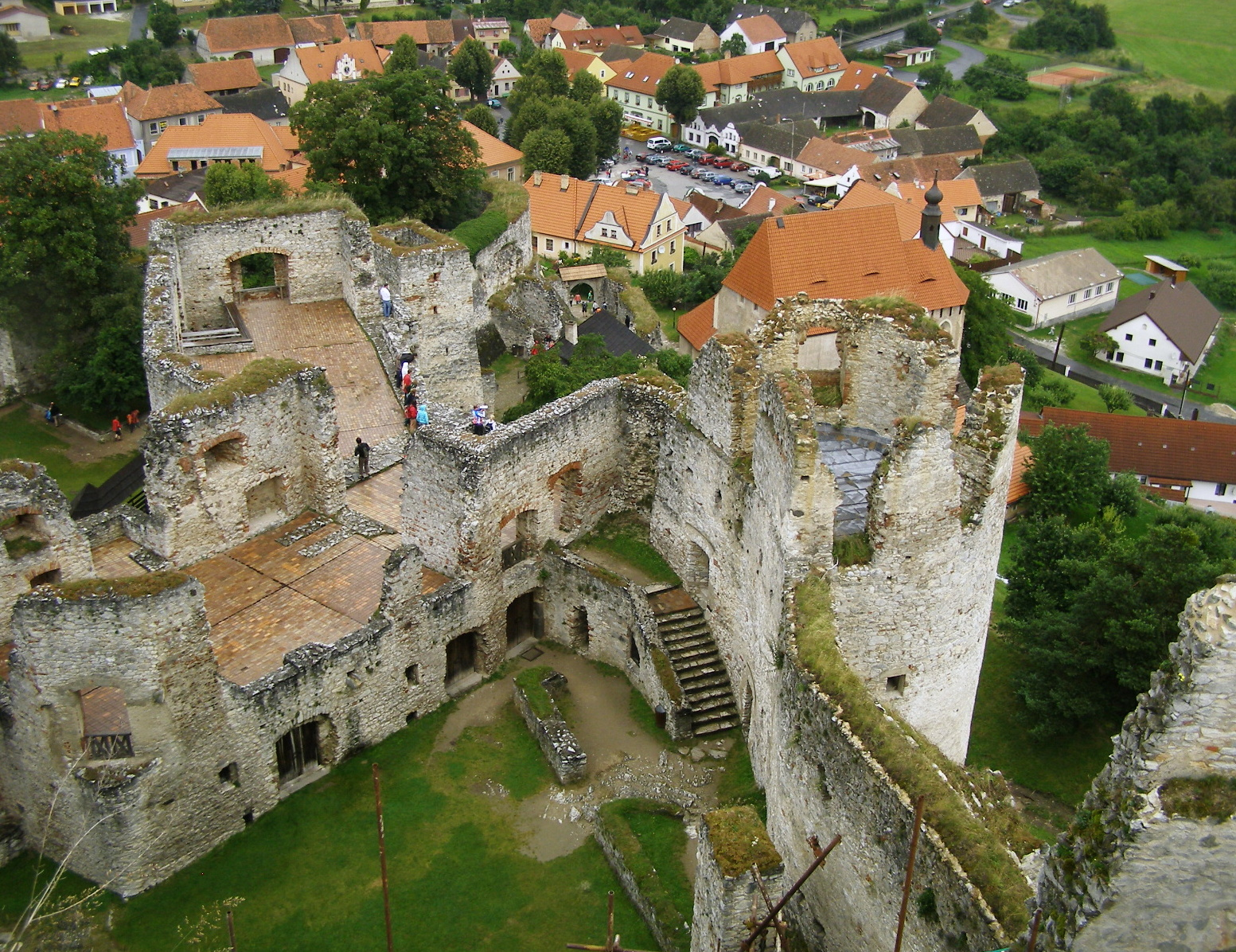
Sály v patře Nových pokojů s bateriovou věží v pravé části snímku

K rozsáhlým změnám došlo během pozdně gotické přestavby Půty Švihovského, při níž vzniklo také opevnění městečka. V jádře hradu přibyla jen malá patrová stavba, ale donjon byl znovu zvýšen, osvětlen novými okny a vybaven záchodovým přístavkem. Druhá věž v jádře získala v nejvyšším patře tři velké arkýře. Nově postavenou budovu brány zpřístupnila dochovaná podklenutá rampa.
Všechny strany vnitřního předhradí byly zastavěné budovami, z nichž křídlo přiložené ke skále hradního jádra mělo nejspíše hospodářskou funkci. Významnou stavbou v čele se stala budova Nových pokojů se dvěma velkými sály v prvním patře, do kterého se vstupovalo po kamenném schodišti. Jeden ze sálů snad obsahoval také arkýřovou kapli. Vstupní brána byla zaklenuta hvězdovou klenbou. Ve vnějším předhradí vznikla nádrž na vodu a podsklepená budova. U západní strany vnějšího předhradí stávaly tzv. Staré pokoje, ve kterých bývala kuchyně. Podél jejich budovy vedla krytá cesta k bráně do vnitřního předhradí.
Spolu s obytnými a hospodářskými budova vznikalo také opevnění. Na západní straně hrad původně chránila slabá hradba se čtverhrannými a dovnitř otevřenými baštami. Ta byla nahrazena nedokončeným mohutným opevněním s množstvím ve své době moderních prvků, jejichž provedení však ukazuje na nepochopení jejich teoretické funkce. Je proto možné, že výstavba rozsáhlého opevnění měla částečně demonstrační charakter.
Východní stranu vnitřního předhradí zpevnila rozměrná bateriová věž. Jižní a západní stranu původně chránil příkop a vnější val, na jehož koruně byla postavena široká hradba zpevněná dvěma baštami, z nichž severní má na vnější straně polygonální půdorys. Severní stranu hradu zajistila rozměrná polookrouhlá bašta a torion považovaný za největší středověkou baštu v Česku. Z torionu vybaveného dvojicí pozorovacích vížek vedl můstek do přilehlého kostela Nejsvětější Trojice. Vstup do hradu tvořila dvojice bran v přihrádku u paty torionu a třetí věžovitá brána, v jejímž čele se dochovala spára pro padací mříž.

## Návštěvnost

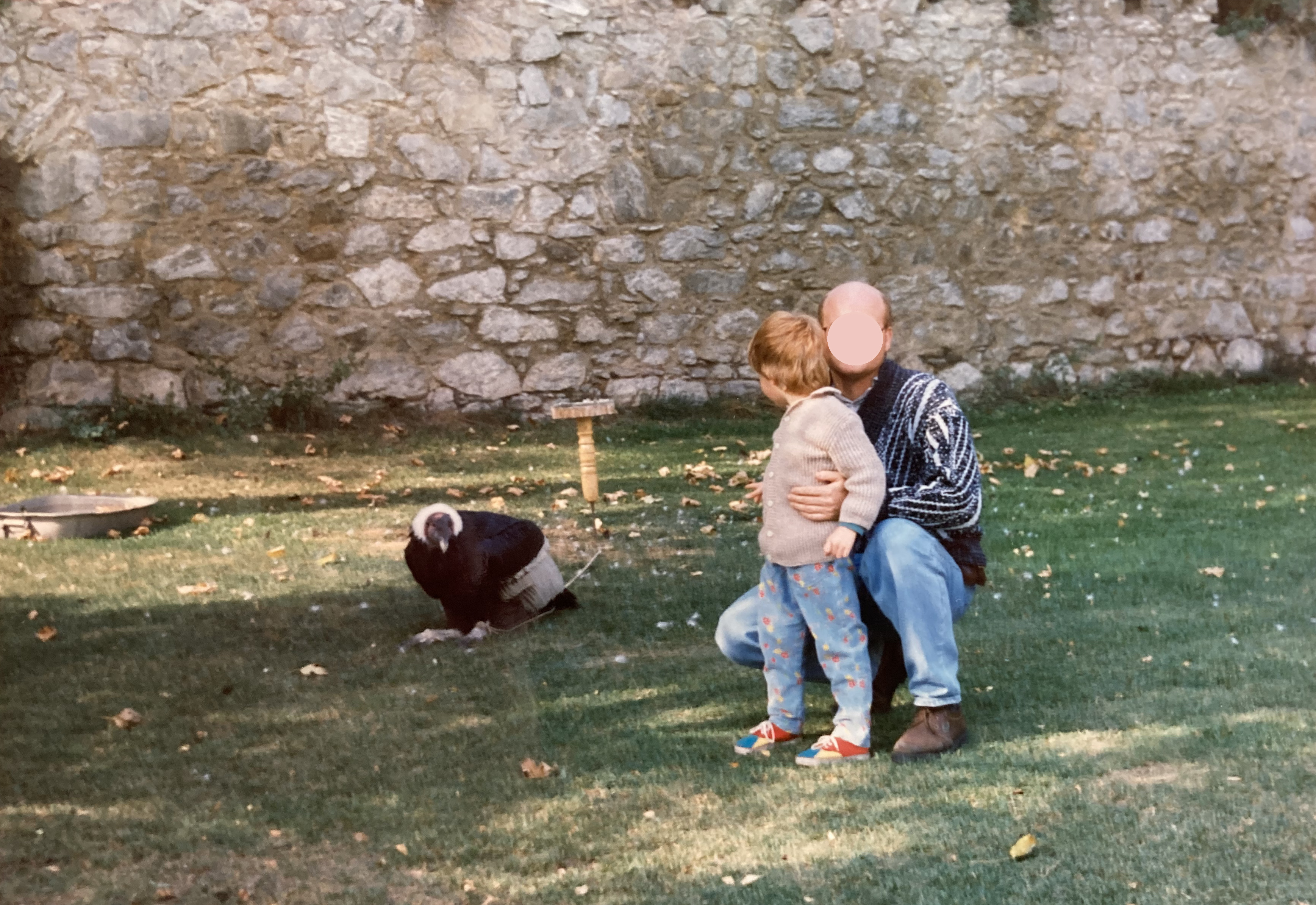
„Maskot“ hradu Rabí – kondor Kendy. V rámci prohlídky byl často „vypuštěn“ z hradní věže, a po chvíli plachtění se vrátil k cvičiteli (fotografie z roku 2002).

| Rok  | Počet návštěvníků |
| ---- | ----------------- |
| 2015 | 55 866            |
| 2016 | 61 644            |
| 2017 | 56 636            |
| 2018 | 59 444            |

## Hrad Rabí ve filmu
Jako výjimečně fotogenická lokalita posloužily zříceniny hradu mnohokrát filmařům. Natáčely se zde například historické filmy Marketa Lazarová (1967) nebo Božská Ema (1979). Kulisy hradních zřícenin byly využity také v několika pohádkách (O zapomnětlivém černokněžníkovi, 1990; Jabloňová panna, 2000). Po roce 1989 byl hrad několikrát využit i mezinárodními produkcemi (Bídníci, 2000).